# Walerij Dolinin
Walerij Aleksiejewicz Dolinin (ros. Валерий Алексеевич Долинин; ur. 25 lipca 1953 w Leningradzie, zm. 15 listopada 2021) – rosyjski wioślarz reprezentujący ZSRR, dwukrotny medalista olimpijski i czterokrotny medalista mistrzostw świata.

## Kariera
Wystąpił na igrzyskach olimpijskich w Montrealu w 1976, osada ZSRR w składzie: Raul Arnemann, Nikołaj Kuzniecow, Walerij Dolinin i Anuszawan Gasan-Dżałałow zdobyła brązowy medal w czwórkach bez sternika. W finale uplasowali się o 5,10 sekundy za osadą NRD i o 1,30 sekundy za Norwegami. Na rozgrywanych cztery lata później igrzyskach olimpijskich w Moskwie w tej samej konkurencji razem z Aleksiejem Kamkinem, Aleksandrem Kułaginem i Witalijem Jelisiejewem zdobył srebrny medal. Tym razem radziecka czwórka o 3,64 sekundy przegrała z osadą NRD, a o 4,77 sekundy wyprzedziła Wielką Brytanię. 
W tej samej konkurencji zdobył także złote medale na mistrzostwach świata w Cambridge (1978) i mistrzostwach świata w Monachium (1981) oraz srebrny na mistrzostwach świata w Lucernie (1982). Ponadto zdobył srebrny medal w ósemkach na mistrzostwach świata w Amsterdamie (1977). 
Najpierw reprezentował klub Trud Leningrad, a następnie CSKA Moskwa, w związku z czym był w trakcie kariery sportowej żołnierzem Sił Zbrojnych Związku Socjalistycznych Republik Radzieckich. Osiągnął stopień kapitana.